# 湖南師範大学
湖南師範大学（英語: Hunan Normal University）は、中国湖南省長沙市岳麓山に本部を置く中国の国立大学。1938年創立、1953年大学設置。
2019年11月時点では、学校の面積は168万平方メートル、建築面積は100余万平方メートル、生徒数約4万余人、研究生1万余人、教職員1900余人。「211工程」重点大学と双一流の成員校である。

## 略歴

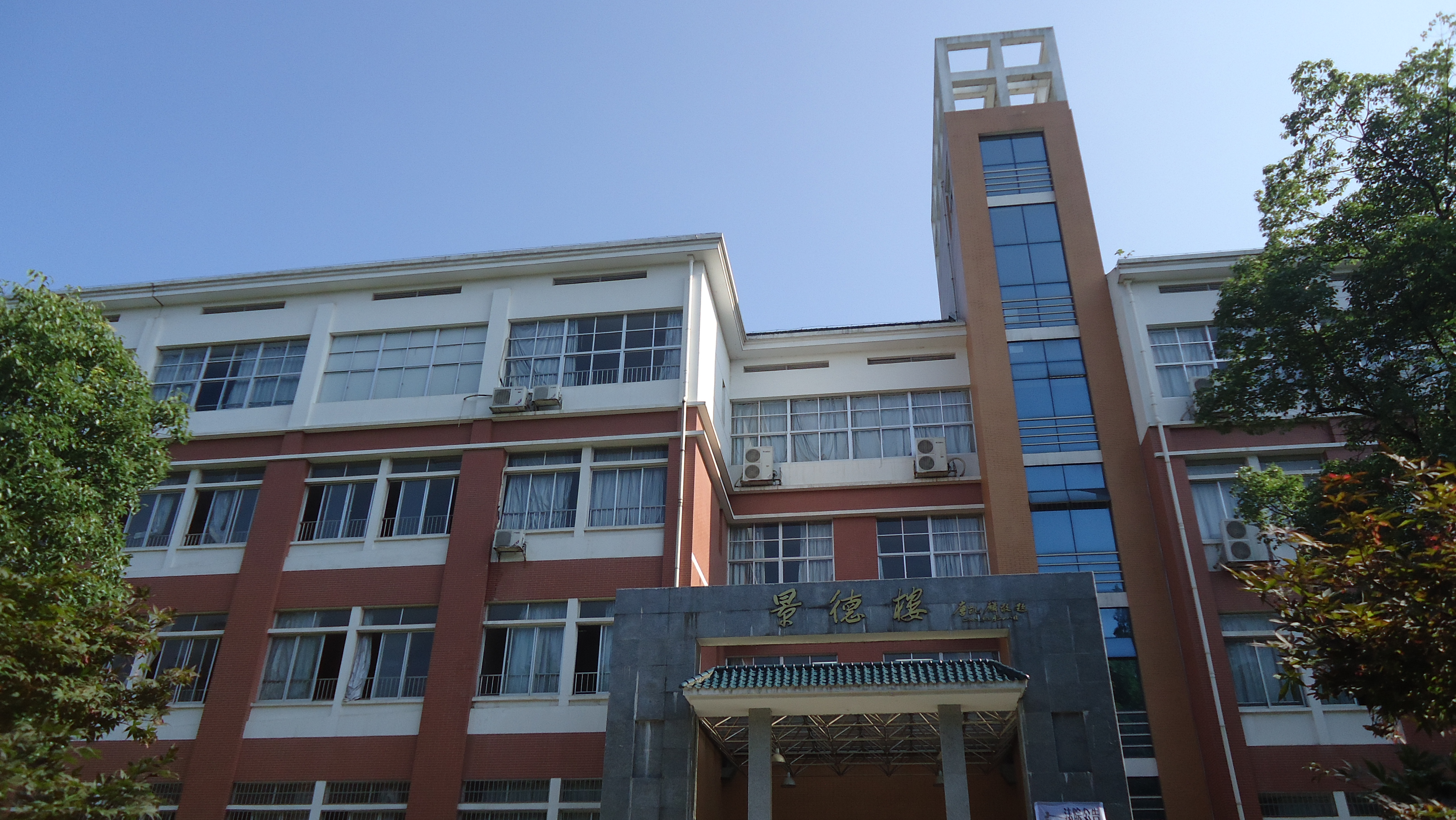
景徳楼

湖南師範大学の起源は、1938年に中華民国政府が設立した国立師範学院、初代学長は廖世承。1938年、安徽大学、山東大学を吸収合併する。1949年、併入湖南大学。1953年10月、中華人民共和国成立に伴う高校間の学部などの調整により、各院系分離、湖南師範学院設立。1957年、長沙師範専科学校·湖南体育学院·湖南芸術学院を吸収合併する。1984年、名称を湖南師範大学に変更。2000年3月、湖南教育学院を吸収合併する。2001年1月、湖南政法管理幹部学院を吸収合併する。2001年9月、樹達学院設置。2002年3月、湖南医学高等専科学校を吸収合併する、医学院設置。

## 基礎データ
- 所在地
  - 長沙市岳麓区岳麓山

- 校訓
  - 「仁、愛、精、勤」

- 校歌

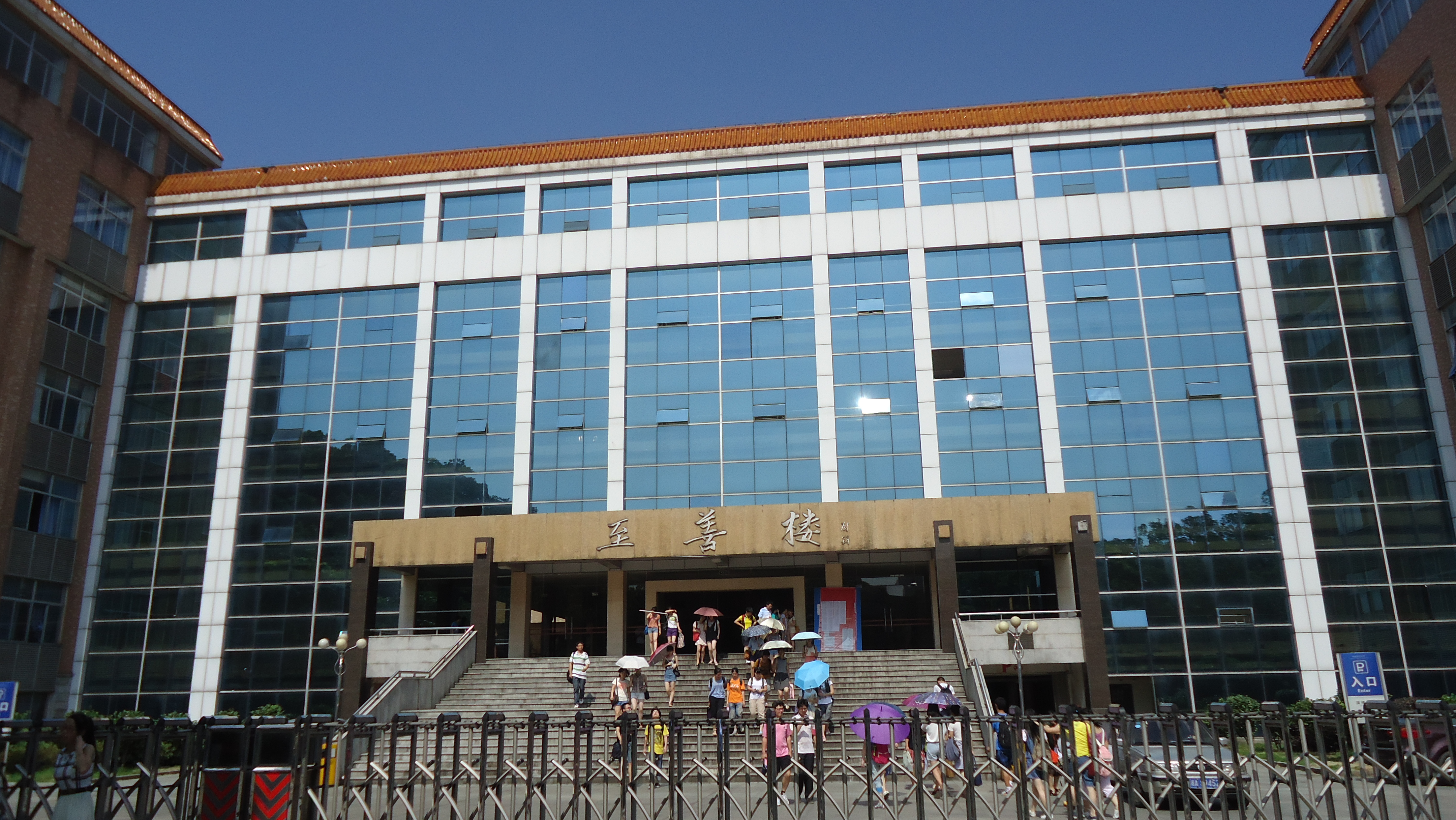
至善

  - 「湖南師範大学校歌」。彭炳成作詞·唐勇強作曲。
- 評価  
  - 湖南省に属し、国家｢211プロジェクト」に指定された重点建設大学。ハイレベルの教師人材の育成を使命としており教育部の大学本科教育水準評価で優秀を受けている。教育部人文社科重点研究基地に指定されており、文学、外国語、新聞メディア学など人文系学科の評価が高い。[2]

## 組織

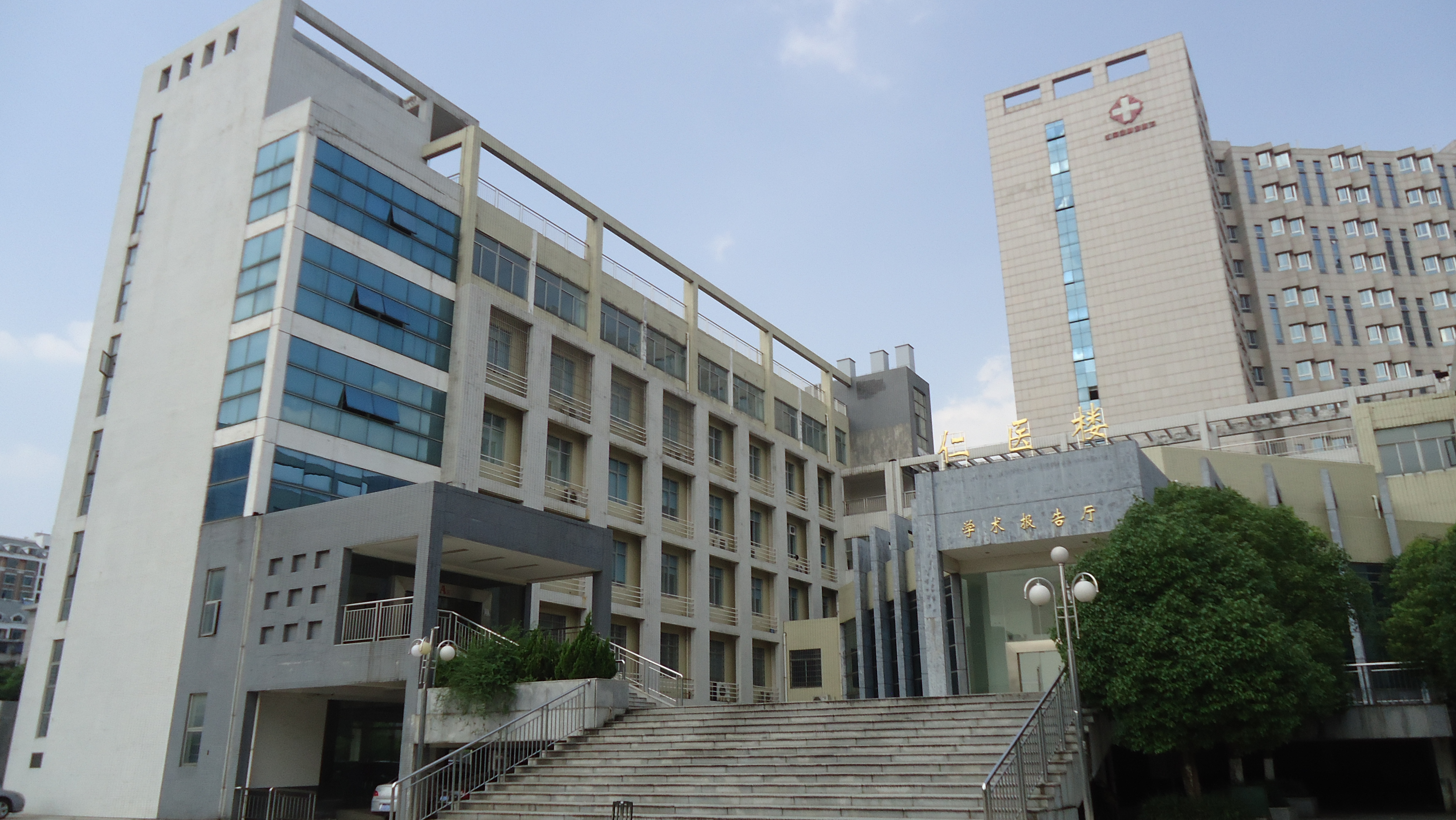
仁医楼

「学院」も「系」も日本の大学の学部にほぼ相当する。「学部」は「学院」と「系」の上の編成で、実体はなく、日本の「学部」とは位置付けが異なっている。妙訳がないのでそのまま記す。
- 法学院
- 公共管理学院
- 国際漢語文化学院
- 化学化工学院
- 教育科学学院
- 歴史文化学院
- 旅遊学院
- 美術学院
- 人民武装学院
- 商学院
- 数学·計算機科学学院
- 生命科学学院
- 物理·信息科学学院
- 体育学院
- 外国語学院
- 文学院
- 新聞·傳播学院
- 医学院
- 音楽学院
- 工程·設計学院
- 資源·環境科学学院
- 継續教育学院
- 樹達学院
- 計算機教学部
- 大学体育教学部
- 大学英語教学部
- 孔子学院（カザン大学）

## 附属機関

### 附属図書館
湖南師範大学図書館、蔵書数は全館合計で約375万冊

### 附属学校
- 湖南師範大学幼稚園
- 湖南師範大学附属小学
- 湖南師範大学附属中学
- 湖南師範大学第二附属中学
- 湖南師範大学第三附属中学
- 湖南師範大学第四附属中学
- 湖南師範大学第五附属中学
- 湖南師範大学附属芸術中学
- 湖南師範大学附属藍田中学

### 附属医院
- 湖南師範大学第一附属医院（湖南省人民医院）
- 湖南師範大学第二附属医院（中国人民解放軍第163医院）
- 湖南師範大学第三附属医院（湘東医院）
- 湖南師範大学附属長沙医院（長沙市第四医院）
- 湖南師範大学附属岳陽医院（岳陽市第二人民医院）
- 湖南師範大学附属張家界医院（張家界市人民医院）
- 湖南師範大学附属湘南医院（中国人民解放軍第169医院）

## 大学の人物一覧

### 教授
- 学長：劉湘溶
- 党委書記：李民

### 歴任学長
| 学長   | 到任時間   | 卸任時間   | 注   |
| ------ | ---------- | ---------- | ---- |
| 廖世承 | 1938年10月 | 1947年8月  |      |
| 皮名挙 | 1947年8月  | 1948年4月  |      |
| 謝扶雅 | 1948年8月  | 1948年10月 |      |
| 陳東原 | 1948年10月 | 1949年5月  |      |
| 王兆澄 | 1949年5月  | 1949年8月  |      |
| 汪梧封 | 1949年8月  | 1953年8月  |      |
| 朱凡   | 1953年8月  | 1956年2月  |      |
| 劉寿祺 | 1956年2月  | 1978年4月  |      |
| 李秋楓 | 1978年4月  | 1981年9月  |      |
| 尹長民 | 1981年9月  | 1983年11月 | 女性 |
| 林增平 | 1983年11月 | 1986年4月  |      |
| 張楚廷 | 1986年4月  | 2000年4月  |      |
| 劉湘溶 | 2000年4月  | 現在       |      |

### 卒業生
- 陳星旦：中国科学院院士
- 劉筠：中国工程院院士
- 夏家輝：中国工程院院士
- 張慧廉：科学家
- 印遇龍：中国工程院院士
- 熊清泉：元湖南省委書記、省長
- 蔡長松：元中共中央組織部第六地方巡視組組長
- 周玉清：元中華全国総工会副主席
- 李適時：全国人大法工委主任，元国務院副秘書長
- 欧陽淞：中共中央党史研究室主任、中央組織部副部長
- 劉夫生：元湖南省人大常委会主任、省政協主席
- 唐柏橋：六四天安門事件学生指導者、民主大学校長
- 毛寧：中国外務省副報道局長

|  |  |  |
|  |  |  |

## 対外関係
2014現在、全部で33余国125大学?機関と交流協定を結んでいる。
| - アメリカ合衆国 - en:Delaware State University - en:Idaho State University - パデュー大学 - en:Marshall University - ミドルテネシー州立大学 - en:Northwestern Polytechnic University - サンノゼ州立大学 - サウスイースト・ミズーリ州立大学 - en:St. Louis Community College–Florissant Valley - en:The College of New Jersey - en:Frostburg State University - en:Minnesota State University Moorhead - en:North Dakota State University - ブリッジポート大学 - en:Murray State University - ボーリング・グリーン州立大学 - 日本 - 愛知教育大学 - 滋賀県立大学 - 徳島大学 - 都留文科大学 - 聖泉大学 - 創価大学 - 千葉大学 - 東京学芸大学 - 北海道文教大学 - 韓国 - 祥明大学校 - 誠信女子大学校（en:Sungshin Women's University） - 大邱韓医大学校（en:Daegu Haany University） - 龍仁大学校 - 済州大学校 - 韓国教員大学校 - ソウル女子大学校 - 大田大学校 - 青雲大学校（ko:청운대학교） - 湖西大学校 - 仁済大学校 - 啓明大学校 - 公州教育大学校 - 清州教育大学校 - 京仁教育大学校 - 春川教育大学校 - 晋州教育大学校 - 光州教育大学校 - 仁荷大学校 - ロシア - カザン大学 - en:Bashkir State University - en:Moscow State Pedagogical University - en:Ulyanovsk State University - Kazan Institute of economics, management and law | - ベルギー - en:Hogeschool-Universiteit Brussel - フィンランド - en:Oulu University of Applied Sciences - チェコ - en:Institute of Chemical Technology in Prague - en:Palacký University, Olomouc - フランス - リュミエール・リヨン第2大学 - en:University of Orléans - en:François Rabelais University - en:University of the South, Toulon-Var - fr:Université Jean Moulin Lyon 3 - イタリア - en:University of Foggia - スペイン - en:University of Murcia - イギリス - en:University of Greenwich - en:University of Wales, Lampeter - ローハンプトン大学 - ドイツ - en:University of Flensburg - シンガポール - Supreme Business College - ベトナム - en:Tra Vinh University - ハノイ国家大学 - en:Ho Chi Minh City University of Social Sciences and Humanities - ベトナム国家大学ホーチミン市校 - タイ - Association of Private Vocational Technology School of Thailand - マレーシア - en:New Era University - Southern College - en:Universiti Tunku Abdul Rahman - マラヤ大学 - インドネシア - University of Muhammadiyah Malang - en:University of Surabaya - Ma Chung University - インド - en:Savitribai Phule Pune University - モンゴル - ウランバートル大学 - オーストラリア フリンダース大学 - メキシコ - Alcocer Institute of Acupuncture - カナダ - en:Laval University - 香港 - 香港教育学院 - 台湾 - 国立台湾師範大学 - 国立高雄師範大学 - 国立屏東教育大学 |